# Prothèse phonatoire
Pour les articles homonymes, voir Prothèse.

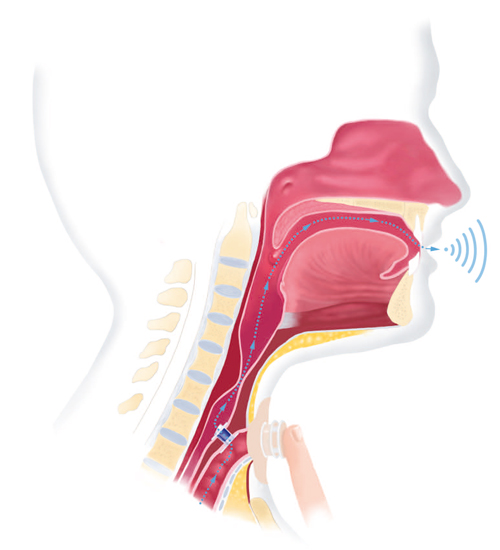
Prothèses phonatoires.

La prothèse phonatoire est une substitution synthétique du larynx pour sa seule fonction phonatoire.

## Principe
La  prothèse phonatoire permet aux patients de parler après une laryngectomie totale. Dans les suites de cette opération, le pharynx ne peut plus jouer son rôle de carrefour aérodigestif, la trachée ayant été abouchée directement à la face antérieure du cou (lors de la trachéotomie) et l'œsophage connecté directement au pharynx (nommé la néo-glotte). L'air ne passe donc plus par les cordes vocales, aussi enlevées.
Le patient ainsi est sans voix. Sa communication orale et donc son interaction sociale sont gravement compliquées.
Pour permettre au patient de parler quand même, la technique employée actuellement est celle de la mise en place d'une prothèse, placée dans une fistule tracheo-ösophageale créée par l'opération, permettant le passage de l'air des trachées dans le pharynx et d'y former la voix par vibrations de tissu muqueux.

## Histoire

### Développement des larynx artificiels
En 1869, le chirurgien Czermak construit le premier larynx artificiel.
En 1873, le chirurgien Billroth, après une laryngectomie implante un larynx artificiel. Une version moderne du larynx artificiel (avec des matériaux comme le titane) est conçue et implantée pour la première fois en 2012 par le chirurgien Christian Debry 
.

### Développement des prothèses phonatoires
En 1972, Mozolewski donne la description de la prothèse phonatoire actuelle. 
Depuis lors, de nombreux progrès ont été accomplis concernant ces mesures de réhabilitation.
Les principaux producteurs et distributeurs de ces prothèses sont : 
- Adeva (production et distribution)[5],[6]
- Atos Medical (production et distribution)
- Heimomed (production et distribution)[7],[8]
- InHealth (production et distribution)

### Etapes de développement (exemples)

#### Atos Medical  (Provox[A 4])
En 1990, Atos Medical commercialise sa première prothèse, la Provox, puis la Provox2 en 1997, et la Provox ActiValve en 2003.
En 2005, Atos Medical présente la prothèse de longue durée ,.
En 2009, Provox Vega représente une nouvelle génération (la troisième)  qui offre une aide d’insertion (SmartInserter),.

#### InHealth (Blom-Singer[A 6])
En 1994, InHealth commercialise une prothèse de longue durée, la Blom-Singer Classic™,.
La plupart des prothèses phonatoires fonctionnent de la même façon, mais quelques détails structurels restent cependant différents, et se résument généralement au petit tube de quelques millimètres de diamètre (à peu près 5 mm / 15 French) qui constitue la prothèse, et dont la longueur varie (cela dépend notamment de l'anatomique du patient). Des collerettes à chacune de ses extrémités le maintiennent dans la fistule artificielle,. 
La collerette du côté de l'œsophage est normalement plus massive et parfois marquée par la couleur et radio-opaque.
Une valve est placée au côté œsophagien pour empêcher le passage de la salive, des aliments et des liquides de l'œsophage à la trachée.
Un ruban de sécurité se trouve sur toutes les prothèses, et est coupé après placement pour les prothèses de courte durée, ou fixé au cou pour les prothèses de longue durée.

## Propriétés des prothèses phonatoires

### Matériel
Les prothèses phonatoires sont habituellement constituées de gomme de silicone. La valve et son siège sont habituellement constitués de PTFE ou de silicone dure. Quelques valves sont recouvertes d'argent.

### Dimensions
La longueur des prothèses phonatoires dépendent de l'anatomie du patient et varie de 4 à 22 mm. Le diamètre extérieur varie de 5,3 à 7,5 mm.
Les collerettes ont un diamètre d'environ 12 mm.
Une étude a montré que le diamètre extérieur influence la qualité de la voix.

## Problèmes utilisant des prothèses phonatoires
Infestation par des champignons
L'infestation par des champignons est un problème grave, réduisant la durée de vie des prothèses et entravant la fonction de la valve. Quelques prothèses contiennent un aimant comme assistance, d'autres sont couvertes d'argent pour prévenir la formation d'un biofilm. L'application d'argent est en discussion.
Fuites
Des fuites, intra- ou extra-prothétiques, sont le problème le plus fréquent.

## Nettoyage
Les prothèses phonatoires ont besoin d'être régulièrement nettoyées des restes d’aliments, mucus et des champignons et bactéries qui se trouvent naturellement dans l'œsophage. Des attaques fongiques autour de la valve diminuent sa fonction de protection. 
Brosses
L'intérieur des prothèses est normalement nettoyé avec une brosse pour éliminer les restes d’aliments et le mucus.
Rincer
Une autre méthode est le nettoyage par de l'eau ou par de l'air. La combinaision de ces méthodes est le choix optimal.

## Durée de vie des prothèses phonatoires
La durée de vie des prothèses phonatoires (de quelques semaines à deux années) dépend du modèle de prothèse mais aussi des circonstances de l'usage, principalement le nettoyage et la nourriture du patient,
mais d'autres facteurs tels que la radiothérapie et le pyrosis entrent également en ligne de compte.

## Annotations
1. ↑  La dénomination comme prothèsis n'est pas juste (parce que la prothèse ne parle) mais usuelle.
2. ↑  Ce qui est une malformation normalement
3. ↑  La plupart des distributeurs s'engagent aussi aux soins des patients (ce qui est bien lucratif).
4. ↑  Provox est le nom des produits de Atos Medical.
5. 1 2  L'insertion et le renouvellement de cette sorte de prothèses demandent une qualification médicale (orthophoniste ou médecin).
6. ↑   Blom-Singer est le nom des produits de InHealth.
7. ↑  La collerette à côté de l'œsophage doit être pliée pour la mise en place.
8. ↑  Parfois toute la prothèse est radio-opaque.
9. ↑  La forme de la valve est un détail variant.